# Saint-Cyprien (Dordogne)
Saint Cyprien is een plaats vlak bij de rivier de Dordogne in het departement Dordogne in de Périgord Noir, die deel uitmaakt van de regio Aquitanië in Frankrijk. Saint-Cyprien telde op 1 januari 2022 1.566 inwoners.

## Geografie
De oppervlakte van Saint-Cyprien bedraagt 21,5 km², de bevolkingsdichtheid is 72 inwoners per km² (per 1 januari 2019).
De onderstaande kaart toont de ligging van Saint-Cyprien met de belangrijkste infrastructuur en aangrenzende gemeenten.

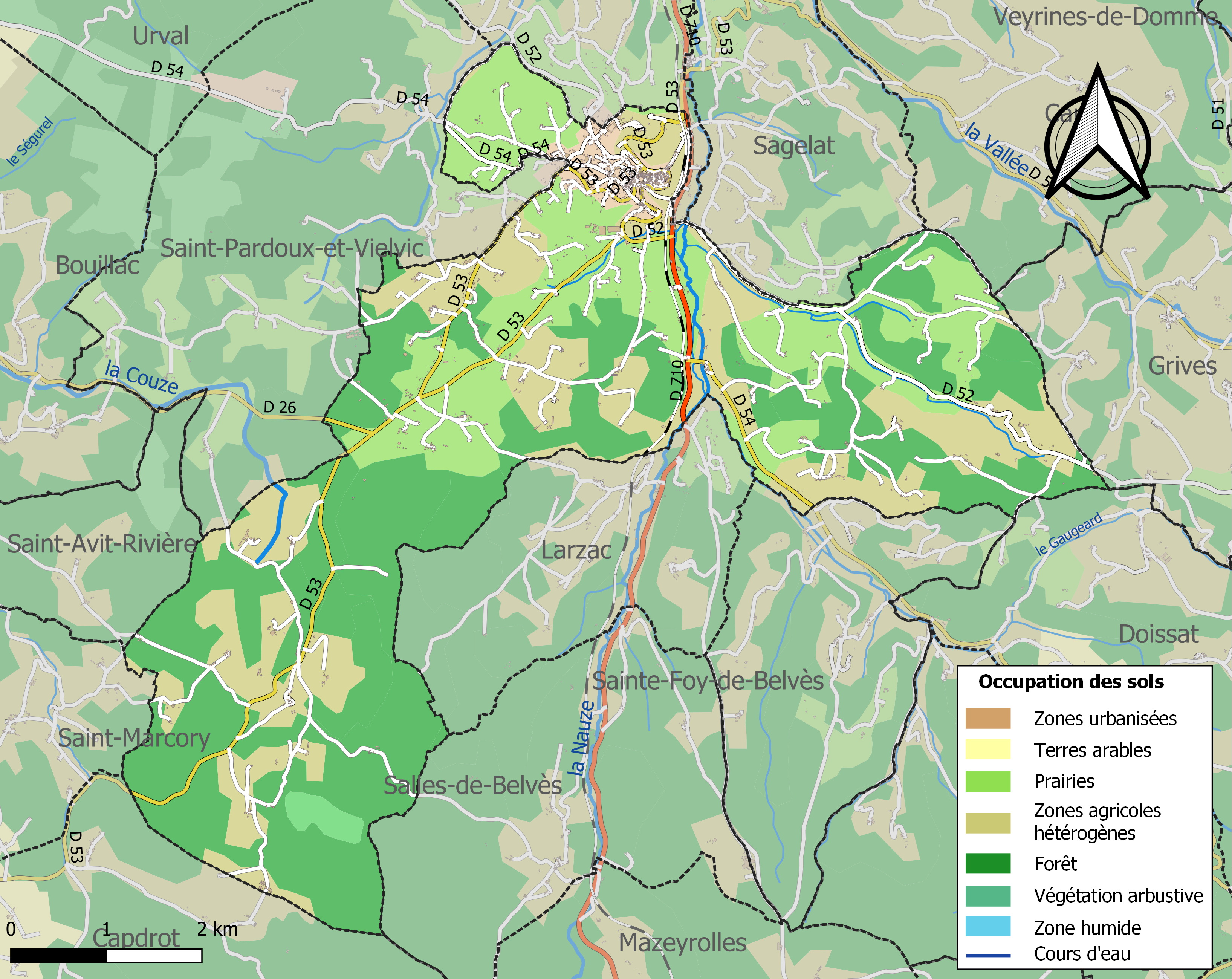

## Verkeer en vervoer
In de gemeente ligt de spoorweghalte Saint-Cyprien.
Het is bereikbaar vanuit Périgueux via de D710. Het ligt niet ver van le Bugue.

## Demografie
Onderstaande figuur toont het verloop van het inwoneraantal van Saint-Cyprien vanaf 1962.
Bron: Frans bureau voor statistiek. Cijfers inwoneraantal volgens de definitie
 population sans doubles comptes (zie de gehanteerde definities)